# 努熱利
51°6′59″N 25°2′32″E / 51.11639°N 25.04222°E
努熱利（烏克蘭語：Нужель），是烏克蘭的村落，位於該國西部沃倫州，由科韋利區負責管轄，面積0.06平方公里，海拔高度178米，2001年人口272，人口密度每平方公里4,610.17人。